# Nabis (král Sparty)
Nabis (starořecky Νάβις) byl poslední král Sparty přibližně od roku 206 před Kr. do roku 192 před Kr.

## Vládce Sparty
Po smrti Machanida, který byl opatrovníkem mladého krále Pelopa, se přibližně v roce 207 před Kr. jeho dalším opatrovníkem stal Nabis. Není známo z jakého titulu a jak dostal tuto funkci. Nabis byl velitelem žoldnéřů Sparty, proto je možné, že toho dosáhl pomocí svého vojenského vlivu. Po krátkém čase se zmocnil trůnu a aby tuto uzurpaci legitimizoval, prohlásil, že svůj původ odvozuje od Démaráta z královské rodiny Eurypontovů. Mnohými svými současníky byl však považován za nelegitimního panovníka. Státní instituce eforát a gerúsii nerespektoval a rozhodoval sám. Po převzetí moci začal zavádět reformy, o které se pokoušeli již jeho předchůdci Agis IV. a Kleoménés III. a co se týče rozsahu reforem, daleko je překonal.

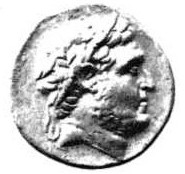
Čtyřdrachmová mince s podobiznou krále Nabida.

## Zavedení reforem
Sparta za krále Kleoména III. ztratila v roce 222 před Kr. v bitvě u Sellasie většinu svého vojska a aby Nabis tuto ztrátu nahradil, neváhal se opřít i o ty nejchudší příslušníky Sparty. Přidělil jim pozemky a zapsal je do seznamu občanů. Spartu prohlásil za azyl pronásledovaných. Podle některých historiků dokonce nedělal rozdíly mezi občany a heilóty, proto ze svých třídních pozic o Nabidovi psali převážně v nepříznivém světle. Plutarchos ho popisuje jako "nejopovážlivějšího a nejkrutějšího lakedaimonského tyrana", Polybios píše, že "vyháněl občany, pouštěl na svobodu otroky a dával jim za ženy dcery jejich pánů". Polybios dále zdůraznil Nabisovu krutost a zálibu v mučení vězňů, k němuž údajně jako první používal železnou pannu. Zavedení reforem bylo pro Spartu nesporně úspěchem. Nabis dosáhl obliby mezi lidem a poté, co rozšířil řady svého vojska ve snaze o dosažení někdejší slávy Sparty, začal dobývát její ztracená území.

## Makedonské války
Nabis se během první makedonské války v roce 205 před Kr. stal podle mírové smlouvy z Foiniké spojencem Říma a nepřítelem Makedonie. Ovládnutím Messénie se dostal do konfliktu s achajským spolkem, vedeným nadaným stratégem Filopoiménem. Po dlouhých bojích o územní převahu na Peloponésu požádal achajský spolek v roce 200 před Kr. makedonského krále Filipa V. o pomoc, ale ten ji odmítl poskytnout. Nabis byl poražen v bitvě u Tegeje, ale po krátkém čase se boje obnovily. V následujících letech obratně využíval konflikt mezi Římany a Makedonií. Za spojenectví, které uzavřel s králem Makedonie Filipem V. získal Argos, když se však makedonská válka vyvíjela v neprospěch Makedonie, rozhodl se opět uzavřít spojenectví s Římem a ten ho uznal za krále a spojence římského lidu. Po skončení druhé makedonské války roku 196 před Kr. achajský spolek požádal římského konzula Tita Quinctia Flaminia aby jednal s Nabidem o navrácení města Argos a ostatního území, které spolku Sparta zabrala.

## Válka s Římem
Nabis tento požadavek odmítl s odůvodněním, že toto území vlastnil během spojenectví s Římem. Římané nakonec tento spor vyřešili silou zbraní. K Římanům se přidali Atény, aitólský spolek a Pergamské království, kterým byla vláda krále Nabida trnem v oku. Po těžkých bojích se Nabis v roce 195 před Kr. vzdal Římanům a musel přijmout podmínky, které mu uložil konzul Flaminius. Králem zůstal jen na malém území Lakónie, což zahrnovalo jen samotné město Spartu a jeho blízké okolí.

## Poslední roky vlády
Nabis se s tím nesmířil a stále doufal, že se situace změní a on si opět dobude bývalou moc. Tato možnost se mu naskytla, když v roce 192 před Kr. bojovali Římané a achajský spolek proti králi seleukovské říše Antiochovi III. a aitólskému spolku. Nabis se pokusil dobýt přístav Gytheion na pobřeží Lakónie. Zpočátku byl úspěšný, ale pak ho zastavil achajský spolek, proto Nabis požádal o vojenskou pomoc aitólský spolek, a ten mu ji poskytl zasláním asi tisíce mužů pěchoty a kolem tří set jezdců. Aitólové však Nabida zradili. Ve snaze připojit Spartu k aitólskému spolku zavraždil Nabida důstojník spolku Alexaménos. Jejich úmyslu připojit Spartu k aitólskému spolku zabránilo lidové povstání. Zmatek, který v Spartě zavládl, využil achajský spolek, jehož četné vojsko vedené Filopoiménem donutilo Spartu vstoupit do achajského spolku a protože poté monarchii ve Spartě zrušili, Nabis byl jejím posledním králem.